# Vitalij Ustinov
Vitalij Jur'evič Ustinov (in russo Виталий Юрьевич Устинов?; Mosca, 3 maggio 1991) è un calciatore russo, difensore del Template:Calcio Sokol Kazan.

## Caratteristiche tecniche
È un terzino destro.

## Carriera

### Club
È cresciuto nelle giovanili dello FK Mosca.
Ha esordito il 20 aprile 2011 con la maglia del Neftechimik in un match di Kubok Rossii vinto 1-0 contro il Rubin-2.

### Nazionale
Ha giocato nelle nazionali giovanili russe Under-19 ed Under-21.

## Statistiche

### Presenze e reti nei club
Statistiche aggiornate al 30 maggio 2020.
| Stagione           | Squadra            | Campionato         | Campionato | Campionato | Coppe nazionali | Coppe nazionali | Coppe nazionali | Coppe continentali | Coppe continentali | Coppe continentali | Altre coppe | Altre coppe | Altre coppe | Totale | Totale | Totale |
| Stagione           | Squadra            | Comp               | Pres       | Reti       | Comp            | Pres            | Reti            | Comp               | Pres               | Reti               | Comp        | Pres        | Reti        | Pres   | Reti   |        |
| ------------------ | ------------------ | ------------------ | ---------- | ---------- | --------------- | --------------- | --------------- | ------------------ | ------------------ | ------------------ | ----------- | ----------- | ----------- | ------ | ------ | ------ |
| 2011-2012          | Neftechimik        | 2D                 | 37         | 1          | CR              | 3               | 0               |                    | -                  | -                  |             | -           | -           | 40     | 1      |        |
| 2012-2013          | Neftechimik        | 1D                 | 24         | 0          | CR              | 1               | 0               |                    | -                  | -                  |             | -           | -           | 25     | 0      |        |
| Totale Neftechimik | Totale Neftechimik | Totale Neftechimik | 61         | 1          |                 | 4               | 0               |                    | -                  | -                  |             | -           | -           | 65     | 1      |        |
| 2013-2014          | Rotor              | 1D                 | 25         | 0          | CR              | 3               | 0               |                    | -                  | -                  |             | -           | -           | 28     | 0      |        |
| 2014-2015          | Rubin-2            | PPF                | 12         | 1          | CR              | 0               | 0               |                    | -                  | -                  |             | -           | -           | 12     | 1      |        |
| 2014-2015          | Rubin              | PL                 | 1          | 0          | CR              | 0               | 0               |                    | -                  | -                  |             | -           | -           | 1      | 0      |        |
| 2015-2016          | Rubin              | PL                 | 8          | 0          | CR              | 0               | 0               | UEL                | 3                  | 1                  |             | -           | -           | 11     | 1      |        |
| 2016-2017          | Rubin              | PL                 | 7          | 0          | CR              | 2               | 0               |                    | -                  | -                  |             | -           | -           | 9      | 0      |        |
| 2017-gen. 2018     | Rostov             | PL                 | 14         | 1          | CR              | 1               | 0               |                    | -                  | -                  |             | -           | -           | 15     | 1      |        |
| gen.-giu. 2018     | Rubin              | PL                 | 2          | 0          | CR              | 0               | 0               |                    | -                  | -                  |             | -           | -           | 2      | 0      |        |
| 2018-2019          | Rubin              | PL                 | 20         | 0          | CR              | 3               | 0               |                    | -                  | -                  |             | -           | -           | 23     | 0      |        |
| Totale carriera    | Totale carriera    | Totale carriera    | 150        | 3          |                 | 13              | 0               |                    | 3                  | 1                  |             | -           | -           | 166    | 4      |        |

## Palmarès
- Vtoroj divizion: 1

Neftechimik: 2011-2012